# 화야
"화야"는 한국에서 제작된 최영철 감독의 1983년 드라마 영화이다. 왕호 등이 주연으로 출연하였고 최춘지 등이 제작에 참여하였다.

## 출연

### 주연
- 왕호
- 채은희

## 기타
- 조명: 송문섭
- 미술: 조경환